# 에스텔 베르나도테
에스텔 베르나도테(스웨덴어: Estelle Bernadotte, 1904년 9월 26일 ~ 1984년 5월 28일)는 국제적십자사와 걸스카우트 운동의 주역이었던 미국계 스웨덴인 백작부인이다. 그녀는 유엔 중재팀의 스웨덴인 폴케 베르나도테 백작과 결혼했다. 그는 1948년 9월 이스라엘에서 근무하던 중 극단주의 시온주의자 레히에 의해 암살되었다.